# Comuna Koșîlivți, Zalișciîkî
Koșîlivți (în ucraineană Кошилівці) este o comună în raionul Zalișciîkî, regiunea Ternopil, Ucraina, formată din satele Koșîlivți (reședința) și Popivți.

## Demografie
Componența lingvistică a comunei Koșîlivți
     Ucraineană (99,82%)
     Alte limbi (0,09%)
Conform recensământului din 2001, majoritatea populației comunei Koșîlivți era vorbitoare de ucraineană (99,82%), existând în minoritate și vorbitori de alte limbi.